# Selaginella ecuadoriana
Selaginella ecuadoriana är en mosslummerväxtart som beskrevs av Alexander Gilli. Selaginella ecuadoriana ingår i släktet mosslumrar, och familjen mosslummerväxter. Inga underarter finns listade i Catalogue of Life.